# Dilovası
Dilovası ist eine Stadtgemeinde (Belediye) im gleichnamigen Ilçe (Landkreis) der Provinz Kocaeli in der türkischen Marmararegion und gleichzeitig ein Stadtbezirk der 1993 gebildeten Büyükşehir belediyesi Kocaeli (Großstadtgemeinde/Metropolprovinz). Seit der Gebietsreform ab 2013 ist die Gemeinde flächen- und einwohnermäßig identisch mit dem Landkreis.

## Geografie
Der Landkreis liegt im Westen der Provinz, am nördlichen Ufer des Marmarameers. Er grenzt im Westen und Norden an Gebze, im Osten an Körfez und im Süden an die Bucht von İzmit. Durch den Ort verläuft die Europastraße 80, die von Edirne kommend bis nach Ağrı und zur iranischen Grenze führt. Im Zentrum des Landkreises, nördlich der Kreisstadt, liegt ein großes Industriegebiet. Am Ufer des Marmarameeres befindet sich der Industriehafen Yılport.

## Verkehr
Durch Dilovası führt die Strecke der Anatolischen Eisenbahn von Istanbul-Haydarpaşa nach Ankara. Die Brücke über die Bucht von Izmit, die Osman-Gazi-Brücke, ist eine Straßenbrücke, die die an dieser Stelle über das Marmarameer verkehrenden Autofähren ersetzt und die Reisezeit verkürzt, und wurde am 21. April 2016 eingeweiht.

## Verwaltung
Der Kreis wurde durch das Gesetz Nr. 5747 gegründet, veröffentlicht im Amtsblatt vom 22. März 2008 (Nr. 26824). Aus dem Kreis Gebze wurden zwei Belediye und vier Dörfer ausgegliedert (drei aus dem Bucak Mollafeneri sowie das Dorf Çerkeşli aus dem zentralen Landkreis von Gebze). Zeitgleich wurde die Belediye Tavşancıl in die Belediye Dilovası eingegliedert.
Nach Eingliederung der Dörfer Çerkeşli und Muallimköy wurde nach den Wahlen am 7. Juni 1987 eine Gemeindeorganisation errichtet, ersichtlich auch im Stadtlogo.
(Bis) Ende 2012 bestand der Landkreis aus der Kreisstadt sowie obigen vier Dörfern (Köy), die im Zuge der Verwaltungsreform 2013/2014 in Mahalle (Stadtviertel/Ortsteile) überführt wurden. Die meisten bestehenden Mahalle der Kreisstadt blieben erhalten. Den Mahalle steht ein Muhtar als oberster Beamter vor.
Durchschnittlich bewohnen 4.255 Menschen jeden der zwölf Mahalle, 12.482 Einwohner im bevölkerungsreichsten (Orhangazi Mah.), dicht gefolgt von Mimar Sinan Mah. (12.085) und Diliskelesi Mah.(10.493 Einw.).